# Joan Logue
Joan Logue (* 1942 in McKeesport, Pennsylvania) ist eine US-amerikanische Pionierin der Videokunst.

## Leben und Werk
Logue ist 1942 in McKeesport geboren worden und wuchs in Südkalifornien auf. Sie begann schon, kurz nachdem die ersten Portapak Videokameras auf den amerikanischen Markt kamen, Videos zu drehen. An der Mount St. Mary's University (Los Angeles) machte sie 1970 den Master für Malerei und Fotografie. Sie arbeitete zusammen mit dem American Film Institute, lehrte von 1972 bis 1974 am California Institute of the Arts und 1977 am Otis College of Art and Design in Los Angeles. Anschließend zog Joan Logue nach New York City. Joan Logue war Gastprofessorin an der École nationale supérieure d’art de Nancy (1991), Haute école des arts du Rhin in Straßburg (1992), der École des beaux-arts de Bordeaux (1993) und dem Massachusetts Institute of Technology (1996).
Seit 1971 hat Joan Logue hunderte von Porträts auf Video aufgenommen, die sie als Videoinstallationen „video portrait galleries“ präsentiert hat. 1979 begann Logue eine zweite Art von Porträts aufzunehmen, die „30 Sekunden Porträts“ auch „Werbespots für Künstler“ genannt. Ihre bekanntesten Videos sind die von Künstlern, Autoren, Dichtern, Philosophen und Komponisten. Zu den Porträtierten gehören: Nam June Paik, Jasper Johns, David Hockney, Willem de Kooning, Laurie Anderson, Robert Rauschenberg, Meredith Monk, Roy Lichtenstein, Ellsworth Kelly, John Cage, Richard Diebenkorn, Joan Mitchell, Spalding Gray, Vija Celmins, Judy Chicago, Anna Halprin, Lucinda Childs, Julia Kristeva, Jacques Derrida, Maryanne Amacher, Steve Reich, Pierre Boulez, Rosa Parks, und César Chávez, um nur Einige zu nennen.

## Ausstellungen (Auswahl)
Joan Logue hat international ausgestellt: Museum of Modern Art, New York; Museum of Contemporary Art, Los Angeles; Corcoran Gallery of Art, Washington, D.C.; International Center of Photography, New York; Centre Georges Pompidou, Paris; Stedelijk Museum, Amsterdam; Videonale, Bonn; documenta 8, Kassel; Second Bank of the United States (Portrait Gallery), Philadelphia.

## Auszeichnungen
- 1976, 1978, 1982, 1983, 1989: National Endowment for the Arts
- 1983, 1985, 1991, 1992: Ministerium für Kultur und Kommunikation
- 1984: CAPP Street Project
- 1985, 1988: Massachusetts Council on the Arts
- 1982, 1989: York State Council on the Arts
- 1978, 1982: New York Cultural Assistance Program (CAP)
- 1986: Deutscher Akademischer Austauschdienst
- 1999: The Pew Charitable Trusts
- 1998: Guggenheim-Stipendium[5]